# Alexandria de Gedròsia
Alexandria de Gedròsia o Alexandria d'Oritània era una de les més de setanta ciutats fundades o rebatejades per Alexandre el Gran.
La ciutat va ser fundada per Alexandre l'any 325 aC, després que el seu exèrcit s'hagués separat de Nearc i de les seves naus prop de la desembocadura de l'Indus. Les fonts diuen que es va construir aquella ciutat a Oritània, molt ben fortificada, i que la va deixar en mans d'Hefestió de Pel·la. Lleonat va construir una altra ciutat a la tardor de l'any 325 aC, prop de Rhambàcia, la ciutat més gran a Oritània. Alexandria es va poblar amb cavallers de l'exèrcit retirats, procedents d'Aracòsia.
Segons el Periple de la Mar Eritrea Alexandre volia que aquella ciutat controlés el comerç de les espècies que venien de l'Índia a través dels passos de Kandahar. Aquesta obra, escrita quatre segles després de l'expedició d'Alexandre, diu que la comarca "produeix molt de blat, vi, arròs i dàtils, però que en tota la costa no hi ha res més que Bdellium ".